# Rede em barramento

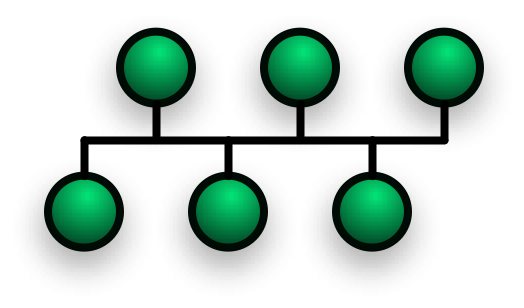
Imagem mostrando o layout da rede em barramento

Rede em barramento é uma topologia de rede em que todos os computadores estão ligados por vários cabos em vários barramentos físicos de dados. Apesar de os dados não passarem por dentro de cada um dos nós, apenas uma máquina pode “escrever” no barramento num dado momento. Todas as outras “escutam” e recolhem para si os dados destinados a elas. Quando um computador estiver a transmitir um sinal, toda a rede fica ocupada e se outro computador tentar enviar outro sinal ao mesmo tempo, ocorre uma colisão e é preciso reiniciar a transmissão.

## Como funciona
Esta é a topologia física utilizada pelas redes Ethernet 10Base2, que utilizam cabos coaxiais. Para cada barramento existe um único cabo, que vai de uma ponta a outra. O cabo é seccionado em cada local onde um micro será inserido na rede. Com o seccionamento do cabo formam-se duas pontas e cada uma delas recebe um conector BNC. No micro é colocado um "T" conectado à placa que junta as duas pontas. Embora ainda existam algumas instalações de rede que utilizam esse modelo, é uma tecnologia obsoleta. Os dados são transmitidos para todos os PCs conectados, mas apenas o destinatário correto lê os pacotes de dados. Também existe uma boa flexibilidade, já que para adicionar mais PCs é necessário apenas ligá-los aos já existentes e o custo é baixo, já que não é necessário utilizar hubs. Existe uma forma um pouco mais complexa dessa topologia, denominada barramento distribuído, no qual o mesmo começa em um local chamado raiz e se expande aos demais ramos (ligados a um conector). A diferença entre este tipo de barramento e o barramento simples é que, neste caso, a rede pode ter mais de dois pontos terminais.
Nas extremidades do cabo são colocados terminadores, que atuam como resistências de forma a evitar a dissipação do sinal. O acrescento ou retirada de um computador numa Rede com esta topologia faz-se juntando mais um conector ao conjunto de cabos e conectores já instalados ou mais um transceiver com um cabo próprio de derivação para o computador.

## Vantagens
- Relativamente simples de instalar, pois foi esta solução que imperou durante vários anos a nível de redes locais.
- Custo benefício e simplificado;
- Impressoras podem ser compartilhadas;
- Minimiza a quantidade de cabos utilizados nas ligação à rede;
- É a mais eficiente e rápida das demais.
- São pouco exigentes em termos do tipo de equipamento (placa de rede, cabo coaxial, ficha BNC-T e dois terminadores) e comprimento de cabos, sendo por isso baratos.
- Torna fácil a inserção de um novo computador na Rede.

## Desvantagens
- Uma avaria no cabo principal, ao qual se ligam os outros computadores, invalida o funcionamento de toda a rede.
- Reconfiguração para isolamento de falhas e instalação de novos dispositivos tendem a ser difícil, já que a rede é projetada para ser mais eficiente durante a instalação;
- Quanto maior a distância coberta por um sinal ao longo da linha de comunicação  maior o calor produzido devido à energia  ser transformada para aquecer tornando o sinal mais fraco, quanto mais ele se desloca;
- Uma falha ao longo da linha de comunicação comum deixa todas as transmissões na rede;
- Limitação de conexão.
- Por mais que haja uma facilidade na inserção de um dispositivo, a remoção do mesmo deve ser feita com todos os computadores desligados.
- Rede pode ficar extremamente lenta em situações de tráfego pesado;